# 荔枝草
荔枝草（学名：Salvia plebeia）为唇形科鼠尾草属的植物。分布于印度、朝鲜、阿富汗、越南、日本、马来西亚、缅甸、泰国以及中国大陆的青海、新疆、西藏、甘肃等地，生长于海拔2,800米的地区，多生在路旁、山坡、沟边或田野潮湿的土壤上，目前已由人工引种栽培。

## 别名
皱皮葱、雪里青、过冬青、凤眼草、赖师草、隔冬青、土犀角（本草纲目拾遗）、荠苧（植物名实图考、非本草拾遗、纲目之荠苧）、蚧肚草（陕西）、黑紫苏、癞肚皮棵、荠苧、皱皮草、癞头草、癞蛤蟆草、野猪菜、野芥菜、野芝麻（江苏）、沟香薷、臌胀草（福建福州）、癞蛤蟆草猪婆草、麻鸡婆草、野芥菜、毛苦菜（江西）、野茄子（贵州安龙）、山茴香（贵州瓮安）、野芝麻、癞格宝草、癞子草、癞疙包草（贵州）、癞子草、癞疙宝草、癞肚子苗、波罗子、青蛙草、野芝麻、皱皮大菜（四川）、旋涛草、泽泻（湖北）、野薄荷（湖南）、鱼味草、臭草（广东）、大塔花、劫细（广西）、猴臂草、土荆芥（云南）、雪见草

## 扩展阅读
- 維基物種上的相關：节毛鼠尾草
- 维基共享资源上的相關多媒體資源：节毛鼠尾草